# 東平郡
濟東國，中國西漢时设置的封國，後改為大河郡、東平國、東平郡。在今山东省、河南省境。

## 沿革

### 西漢
漢景帝中六年（前144年），立梁孝王之子劉彭離為濟東王，分梁國置濟東國，都無鹽（今山東省東平縣東南）。漢武帝元鼎元年（前116年），濟東王坐殺人廢，國除為大河郡。元封五年（前106年），置十三刺史部，大河郡屬兗州刺史部。天漢四年（前97年），山陽郡改置為昌邑國，所領寧陽、瑕丘二侯國改屬大河郡。
漢宣帝甘露二年（前52年），立皇子劉宇為東平王，改大河郡為東平國，寧陽侯國改屬泰山郡，瑕丘侯國還屬山陽郡。漢成帝建始二年（前31年），削亢父、樊二縣，別屬山陽郡。河平元年（前28年），歸還亢父、樊二縣。鴻嘉元年（前20年），推恩置栗鄉、桑丘二侯國，別屬山陽郡、泰山郡。鴻嘉二年（前19年），推恩置桃鄉侯國，別屬泰山郡。鴻嘉三年（前18年），推恩置富陽侯國，別屬泰山郡。元延二年（前11年），推恩置西陽侯國，別屬山陽郡。至此，東平國領七縣：無鹽、東平陸、富城、章、任城、亢父、樊。
漢哀帝建平二年（前5年），推恩置嚴鄉、武平二侯國，別屬鄰郡。建平三年（前4年），東平王坐祝詛上，自殺，國除為東平郡。漢平帝元始元年（1年），復東平國；又推恩置金鄉、平通、西安、湖鄉、重鄉、陽興、陵陽、高樂、平邑、平纂、合昌、伊鄉、就鄉、膠鄉、宜鄉、昌城、樂安、陶鄉、釐鄉、昌鄉、新鄉二十一侯國，別屬鄰郡。元始二年（2年），推恩置春城侯國，別屬鄰郡。漢孺子居攝二年（7年），東平王劉匡之父嚴鄉侯劉信被立為天子，兵敗，死，國除為東平郡。
新朝時，改東平郡為有鹽郡。新朝滅亡後，復稱東平郡。

### 東漢
漢光武帝建武十五年（39年），立皇子劉蒼為東平公，改東平郡為東平國。漢明帝永平二年（59年），以東郡壽張、須昌二縣，山陽郡南平陽、橐、湖陵、瑕丘四縣益東平國。漢章帝元和元年（84年），立東平王劉蒼之子劉尚為任城王，分東平國任城、亢父、樊三縣置任城國，南平陽、橐、湖陵、瑕丘四縣還屬山陽郡。漢安帝永寧元年（120年），以泰山郡寧陽縣益東平國。至此，東平國領七縣：無鹽、東平陸、富成、章、壽張、須昌、寧陽。

### 魏晉十六國
魏文帝黃初元年（220年），降漢東平王為崇德侯，國除為東平郡。黃初四年（223年），徙封廬江王曹徽為東平王，復置東平國。黃初五年（224年），降封東平王為壽張縣王，復為東平郡。魏明帝太和六年（232年），進封壽張王為東平王，復置東平國。
曹魏前後，東平國移治須昌（今山東省東平縣西北），東郡范縣、濟北國剛縣（改為剛平縣）改屬東平國，寧陽縣併入剛平縣，章縣併入富成縣。至此，東平國領七縣：須昌、壽張、范、無鹽、富城、東平陸、剛平。
晉武帝泰始元年（265年），以東平國轉封司馬楙。晉懷帝永嘉元年（307年），又以東平國轉封苟晞。永嘉之亂後，國除為東平郡。
十六國時期，東平郡先後為後趙（325年－351年）、東晉（351年－355年）、前燕（355年－370年）、前秦（370年－384年）、東晉（384年－394年）、後燕（394年－398年）、東晉（398年－399年）、南燕（399年－410年）所有，省併富城、剛平二縣，改東平陸縣為平陸縣。後燕建興九年（394年），東平郡改屬徐州。晉安帝隆安二年（398年）收復東平郡後還屬兗州，次年入南燕後又改屬并州。义熙六年（410年），東晉再次收復東平郡，還屬兗州。。

### 南北朝
宋少帝永初三年（422年），東平郡濟水以西的范縣為北魏所攻佔，餘濟水以東的須昌、壽張、無鹽、平陸四縣，因避敵而還治無鹽（今山東省東平縣東南）。從此，東平郡一分為二，不再合併。南朝宋後在無鹽縣僑置范縣。至此，東平郡領五縣：無鹽、平陸、須昌、壽張、范，五縣共治無鹽城。
北魏獻文帝皇興元年（467年），攻佔南朝宋兗州大部，東平郡遂入北魏。皇興二年（468年），以宋之兗州置東兗州，東平郡仍屬之，平陸、須昌、壽張、范四縣還治舊城。後復置富城、剛二縣。北魏孝文帝太和十八年（494年），改東兗州為兗州，東平郡仍屬之。至此，東平郡領七縣：無鹽、平陸、須昌、壽張、范、富城、剛。
北齊文宣帝天保七年（556年），須昌縣併入無鹽縣，改稱須昌縣；又省併壽張、范、富城、剛四縣；廢泰山郡，省併其所領鉅平、牟二縣，其所領博平、奉高、嬴、梁父四縣改屬東平郡；東陽平郡樂平縣併入東平郡平陸縣，改稱樂平縣；廢東陽平郡，省併其所領元城、頓丘、館陶三縣，其所領平原縣改屬東平郡；析置岱山縣。至此，東平郡領八縣：博平、奉高、嬴、梁父、須昌、樂平、平原、岱山，移治博平（今山東省泰安市東南）。
北周滅北齊後，省併樂平縣。至此，東平郡領七縣：博平、奉高、嬴、梁父、須昌、平原、岱山。

### 隋唐
隋文帝開皇三年（583年），廢東平郡，領縣直屬兗州。
開皇十年（590年），分兗州置鄆州。隋煬帝大業三年（607年），改鄆州為東平郡，治鄆城（今山東省鄆城縣東），領六縣：鄆城、鄄城、須昌、宿城、雷澤、鉅野。
魏永平元年（617年），改東平郡為鄆州。許天壽元年（618年），復改為東平郡。鄭開明元年（619年），復改為鄆州。
唐玄宗天寶元年（742年），復改為東平郡，治須昌（今山東省東平縣西北），領五縣：須昌、宿城、壽張、鄆城、鉅野。天寶十三載（754年），廢濟陽郡，其所領盧、長清、平陰、東阿、陽穀五縣改屬東平郡。後長清縣改屬濟南郡。燕光烈帝聖武元年（756年），復改為鄆州。唐肅宗至德二載（757年），復改為東平郡。乾元元年（758年），復改為鄆州。

## 人口
- 漢平帝元始二年（2年），東平國有131753戶、607976口。[3]
- 漢順帝永和五年（140年），東平國有79012戶、448270口。[19]
- 晉武帝太康中（280年－289年），東平國有6400戶。[9]
- 宋孝武帝大明八年（464年），東平郡有4159戶、17295口。[14]
- 東魏孝靜帝武定中（543年－550年），東平郡有20752戶、61810口。[15]
- 隋煬帝大業五年（609年），東平郡有86090戶。[17]
- 唐玄宗天寶中（742年－755年），東平郡（五縣）有44299戶、284530口。[20]

## 長官

### 東平內史（前52年－前8年）
- 張禹，字子文，河內軹人，漢元帝末在任。[21]
- 宋褒，南阳安众人。[22]

### 東平太守（前4年－1年）
- 成公敞，東海人，漢哀帝元壽元年（前2年）出任。[21]

### 東平相（1年－7年）
- □輔，漢孺子居攝二年（7年）隨東平王之父嚴鄉侯舉兵反。[23]

### 東平太守（23年－39年）
- 范荊，漢光武帝建武四年（28年）歸降。[24]
- 到質。
- 沐宠。[25]

### 東平相（39年－220年）
- 王元，字惠孟，京兆長陵人，漢光武帝建武十六年（40年）坐度田不實，下獄死。[26]
- 應順，字華仲，汝南南頓人，漢和帝章和二年（88年）見任。[27]
- 格班。[28]
- 宋漢，字仲和，京兆長安人，漢順帝永建元年（126年）至四年（129年）在任。[29][30]
- 李瓚，一名珪，潁川襄城人，漢靈帝時在任。[31]
- 程昱，字仲德，東郡東阿人，漢獻帝初平三年（192年）由曹操表授。[32]
- 楊沛，字孔渠，馮翊萬年人，漢獻帝建安中在任。[33]

### 東平相（223年－224年）
- 蘇則，字文師，扶風武功人，魏文帝黃初四年（223年）出任，未至，道病薨。[7]

### 東平相（232年－289年）
- 阮籍，字嗣宗，陳留尉氏人，曹魏後期在任。[34]
- 王昌，長沙人，晉武帝時在任。[35]

### 東平內史（289年－307年）
- 夏侯陟，晉惠帝時在任。[36]

### 東平太守（310年代－463年）
- 楊光，前秦宣昭帝建元二十年（384年）為東晉所斬殺。[37]
- 韋簡，晉孝武帝太元十九年（394年）為後燕所攻，戰死。[38]
- 趙鸞，晉安帝義熙十年（414年）率流民降於北魏。[39]
- 劉胡，南陽涅陽人，宋孝武帝孝建元年（454年）至大明初在任。[40]
- 劉遜之，彭城人，宋孝武帝大明中在任。[41]
- 殷孝祖，陳郡長平人，宋孝武帝大明中在任。[42]

### 東平太守（466年－517年）
- 申纂，宋明帝泰始二年（466年）詐降北魏。
- 章仇𢶏，宋明帝泰始二年（466年）降於北魏。[43]
- 申纂，宋明帝泰始三年（467年）戍守無鹽，為北魏所攻克。[44]
- 鄭長猷，滎陽人。[41]
- 王祖念，北海劇人，北魏孝文帝太和中在任。[45]

### 東平內史（517年－519年）
- 畢祖髦，東平須昌人，北魏孝明帝神龜元年（518年）出任。[46]

### 東平太守（519年－577年）
- 刁昌，北魏孝明帝孝昌二年（526年）出任。[47]
- 乙琛，字仲珍，代人。[48]
- 尉瑾，代人，東魏孝靜帝武定中在任。[49]
- 李慎，趙郡平棘人，東魏孝靜帝武定中在任。[50]
- 鄭昭伯，滎陽開封人，東魏孝靜帝武定中在任。[51]
- 李桃枝，渤海蓨人，北齊時在任。[52]
- 盧莊之，范陽涿人，北齊時在任。[53]

### 東平郡太守（607年－619年）
- 吐萬緒，字长绪，代郡人，隋煬帝大業七年（411年）離任。[54]

### 東平郡太守（742年－758年）
- 薛自勸，唐玄宗天寶六載（747年）見任。
- 蘇源明，唐玄宗天寶十二載（753年）見任。
- 李祗，唐玄宗天寶十四載（755年）至十五載（756年）在任。
- 李通，唐肅宗至德中在在任。
- 姚訚，唐肅宗至德二載（747年）遇害。[55]

## 國主
- 濟東王劉彭離，前144年－前116年在位。
- 東平思王劉宇，前52年－前21年在位。
  - 東平煬王劉雲，前20年－前4年在位。
    - 東平王劉開明，1年－5年在位。
      - 東平王劉匡（煬王孫），6年－7年在位。
- 東平公－東平憲王劉蒼，39年－41年－83年在位。
  - 東平懷王劉忠，84年在位。
    - 東平孝王劉敞，85年－132年在位。
      - 東平頃王劉端，133年－179年在位。
        - 東平王劉凱，180年－220年在位。[56]
- 東平靈王曹徽，223年－224年、232年－242年在位。
  - 東平王曹翕，243年－265年在位。
- 東平王司馬楙，265年－307年在位。
- 東平侯－東平公苟晞，307年－307年－311年在位。
- 東平沖王劉休倩，454年追封。
  - 東平郡王劉子嗣（繼子），463年－466年在位。
- 東平郡王元匡，517年－519年在位。